# 팻 라팬
팻 라팬(Pat Laffan, 1939년 6월 8일 ~ 2019년 3월 14일)은 아일랜드의 배우이다.
미스주에서 태어났으며 더블린에서 사망하였다.

## 영화
- 워 호스 (2011년) - 데본 파머 2 역
- 더 런웨이 (2010년) - 마누스 역
- 프로포즈 데이 (2010년) - 도널 역
- 레이스 (2009년)
- 엉클 빌스 바렐 (2008년)
- 쇼밴즈 2 (2006년)
- 더 퀸 (2006년)
- 보이스 프럼 카운티 클레어 (2003년)
- 인터미션 (2003년) - 찰리 오브라이언 역
- 하우 해리 비케임 어 트리 (2001년)
- 사랑 계엄령 (2000년)
- 장군 (1998년)
- 뱀의 키스 (1997년)
- 트로전 에디 (1996년)
- 샤프의 검 (1995년)
- 딥 어드벤쳐 (1995년)
- 작은 영웅들 (1994년)
- 스내퍼 (1993년)
- 의문의 상속자 (1993년)
- 공중화장실 (1992년)
- 플레이보이(영어판) (1992년)
- 애프터 미드나잇 (1990년)
- 스크린플레이 (1986년)
- 이스트엔더스 (1985년)